# Pietro Gherardeschi
Pietro della Gherardesca (Pisa, ... – 1144) è stato un cardinale italiano.

## Biografia
È stato un cardinale pisano del XII secolo. Anche detto Petrus Pisano, Pietro della Geradesca o Pietro Gherardeschi. Alcuni cronisti lo hanno identificato della famiglia Gualandi.